# 이희태
이희태(李喜泰, 1925년 ~ 1981년)는 대한민국의 건축가이다. 서울에서 태어나 1943년 경기공립공업학교 건축과를 졸업했다. 대한부흥건설단 건축전문위원을 지내고, 장발과의 인연으로 1955년 명수대성당을 설계했다. 대한건축학회 이사, 한국건축학협회 이사 등을 역임했으며 서울대학교 미술대학에서 강사로 근무했다. 대표작인 절두산순교기념관을 비롯하여 혜화동성당, 진해성당, 경주성당 등 종교 건축과 국립극장, 국립공주박물관, 부산시립박물관 등 문화 시설을 설계하였다.